# Yumiko Cheng
Yumiko Cheng, nata Zheng Lie Qiong (cinese tradizionale: 鄭希怡; cinese semplificato: 郑希怡; Shanghai, 6 settembre 1981), è una cantante cinese, con base ad Hong Kong.
Fu soprannominata Yumiko durante gli anni della scuola superiore, ed ha deciso di adottare il soprannome come nome d'arte ufficiale non appena ha firmato il contratto con l'etichetta discografica Emperor Entertainment Group.

## Carriera
Yumiko è entrata nel mondo dell'intrattenimento musicale come parte di un trio di ragazze conosciuto come 3T, nel quale cantava insieme a Mandy Chiang e Maggie Lau. Il gruppo tuttavia pubblicò un solo EP nel 2002. Successivamente, Yumiko rimase l'unica del trio a continuare la carriera musicale da solista, pubblicando una serie di album a partire da Yumiko The Debut EP, poco più tardi nel 2002. Seguirono nel 2003 un secondo EP, DanceDanceDance (舞舞舞), ed il primo album completo, One2Three.
Il 2004 vide la nascita dell'album Perfect Date, sebbene a causa di problemi di salute Yumiko sia apparsa di meno in pubblico.
Il suo ritorno fu segnato, nel 2005, da singolo Arabian Market (亞拉伯市場), e da una serie di hit pubblicate in sequenza che si rifacevano al pop mediorientale, da ricordare i singoli Lupine Girl (狼女), cover di una canzone di Aneela Mirza e, nel 2008, Five Centuries (五個世紀, titolo originale: Bechom Shei, tradotto come Nel cuore di Tel Aviv). Quest'ultima canzone entrò nelle classifiche cinesi di musica dance, ed ebbe un discreto successo perfino in Israele.
Yumiko's Space, l'album del 2005 da cui è stata tratta Arabian Market (亞拉伯市場), presentava altrimenti influenze di musica disco anni '80 e di musica elettronica. Ben sei canzoni, tra le quali figura il singolo Think (想), sono state scritte e prodotte dal veterano produttore discografico Carl Wong (王雙駿), mentre ad una canzone ha collaborato il duo elettronico PixelToy, che appare tra i crediti dell'album cinese del 2008 di Yumiko, Spectacular Era (精彩年代).
Oltre alla carriera musicale, Cheng si è dilettata anche nella recitazione, partecipando a diversi film e facendo un'apparizione da ospite nel lungometraggio del 2005 di Stanley Kwan, Everlasting Regret.

## Incidenti in diretta
Nel dicembre del 2006, Yumiko è stata assediata dai giornali a causa di un incidente avvenuto durante l'annuale show di beneficenza del canale televisivo TVB. Durante una sua esibizione al trapezio, il suo partner nello spettacolo Chin Kar Lok le ha accidentalmente tirato giù i pantaloni, rivelando l'intimo. Con grande imbarazzo della cantante, l'incidente è stato più volte rimarcato dai media a causa delle reazioni degli altri personaggi del mondo dello spettacolo, a partire dalle conduttrici televisive Nancy Sit e Lydia Shum, che l'hanno palesemente derisa durante la trasmissione. Il conduttore Eric Tsang si è trovato a dover fare delle scuse pubbliche, poiché accusato di aver dato troppo peso all'incidente, chiedendo più volte di ritrasmetterlo in slow motion.
In un'altra occasione, il 23 giugno 2007, parte del seno nudo di Yumiko è stata accidentalmente esposta mentre Cheng partecipava come ospite ad una gara canora a Toronto, in Canada, ma nella registrazione finale fatta a Vancouver il materiale è stato tagliato.
Quando la manager di Cheng, Mani Fok, è stata pressata in un'intervista fatta da Stephen Chen nel 2008 a rivelare se gli incidenti fossero stati premeditati, la donna ha commentato: "Ogni donna ottiene profitti e perdite".

## Discografia

### Album con le 3T
- Girl Butterfly (少女蝶) - 17 settembre 2002

### Album solisti
- Yumiko The Debut EP - 26 novembre 2002
- Dance Dance Dance (舞舞舞) - 6 giugno 2003
- One 2 Three - 14 novembre 2003
- Perfect Date - 20 agosto 2004
- Yumiko's Space - 21 giugno 2005
- Yumiko Passion - 12 aprile 2006
- 七連滋養 - 9 novembre 2006
- 上海娃娃 - 20 marzo 2007
- Super Model - 1º febbraio 2008
- 精彩年代 - 20 novembre 2008

## Filmografia
- Demi-Haunted (2002)
- Heat Team (2002)
- The Attractive One (2004)
- Everlasting Regret (2005)
- The Lady Iron Chef (2007)
- The Drummer (2007)
- Love is Elsewhere (2008)
- True Women for Sale (2008)
- All's Well, Ends Well (2009)

## Serie televisive
- All About Boy'z (2002)
- Amazing Twins (2005)
- The Gentle Crackdown II (2007)
- Forensic Heroes IV (2020)